# Радиационный инцидент в Хабаровске (2024)
5 апреля 2024 года в Хабаровске было объявлено чрезвычайное положение. Повышенный уровень радиации был зафиксирован вблизи опоры ЛЭП примерно в 2,5 километрах от жилых домов. Источником радиации оказалась капсула с радиоактивным цезием.

## Обнаружение и реакция
28 марта на опоре ЛЭП в 2,5 километрах от жилых домов в промышленном районе Хабаровска был обнаружен потенциальный источник радиации. Местный житель сообщил в экстренные службы, однако они прибыли только 4 апреля. Российская волонтерская группа дозиметрического контроля «ЭХО» прибыла 3 апреля. Они сообщили Новой газете: «Гражданин, обнаруживший радиацию, просто проходил мимо. Я вышел посмотреть и обнаружил такую интересную «находку» возле линии электропередачи. Сначала местный житель сообщил в МЧС, они несколько дней отправляли запросы. Мы, волонтёры, выехали на место 3 апреля». Максимальный уровень радиоактивности волонтеры зафиксировали до 800 микрозивертов, что в 1600 раз превышает фоновый показатель в 0,5 микрозиверта. В социальных сетях также появились кадры, на которых мужчина в защитном снаряжении с дозиметром говорит, что радиация увеличивается по мере приближения к свалке отходов.
5 апреля власти города объявили чрезвычайное положение, и территория площадью 900 квадратных метров вокруг источника была оцеплена. Чрезвычайное положение было объявлено для того, чтобы специалисты могли работать быстрее, сообщил глава гражданской обороны города Андрей Колчин. Первоначальные сообщения показали, что никто не пострадал и не подвергся воздействию радиации среди жителей, и власти заверили жителей, что риска для здоровья нет. Всплеск радиации был зафиксирован только в непосредственной близости от источника, а за пределами зоны отчуждения превышения радиации зафиксировано не было.
Было обнаружено, что источником радиации является капсула с радиоактивным цезием из детектора. После ее извлечения власти заявили, что капсула подлежит дальнейшему исследованию.
Чрезвычайное положение было отменено 8 апреля.

## Воздействие на окружающую среду
После того, как источник радиации был обнаружен, он был запечатан в защитный контейнер для транспортировки в хранилище ядерных отходов. Чиновники заявили, что загрязнения окружающей среды не было.